# Wahlebach
Der Wahlebach (im Volksmund zumeist nur (die) Wahle und im Oberlauf auch Fahrenbach genannt) ist ein 16,6 km langer, östlicher und orographisch rechter Zufluss der Fulda im Landkreis Kassel und im kreisfreien Kassel, Nordhessen.
Nach dem Hessischen Wassergesetz in der Fassung vom 18. Dez. 2002 ist der Wahlebach ein Gewässer III. Ordnung.

## Verlauf
Der Bach entspringt als Fahrenbach im Landkreis Kassel in der Söhre. Seine Quelle liegt etwa 4 km (Luftlinie) ostnordöstlich von Wellerode (Gemeindeteil von Söhrewald) zwischen dem nördlich gelegenen Großem Belgerkopf (499,9 m ü. NHN) und dem südlich befindlichen Kleinem Belgerkopf (ca. 490 m) auf zirka 460 m Höhe.
Anfangs fließt der Fahrenbach nach Westen und speist wenig später mit einem Bach ohne Namen den 600 m² großen Löschwasserteich in der Abteilung 63 der Gemarkung Wellerode, der 1979 vom Landrat des Landkreises Kassel als Untere Wasserbehörde dem damaligen Hessischen Forstamt Kaufungen wasserrechtlich erlaubt wurde. Der Teich fasst rund 900 m³ Wasser, ist etwa 1,80 m tief und wird auch „Jeppe-Teich“ genannt, weil er während der Dienstzeit des Försters Dieter Jeppe angelegt wurde.
Danach durchfließt der Fahrenbach die erstmals im Jahr 1585 zu Zeiten des Landgrafen Wilhelm IV. als „Forellenteiche bei Wellerodt uffer Fahrenbach“ bzw. als Forellenteiche erwähnten drei Fahrenbachsteiche. Die Teiche, oberer, mittlerer und unterer Teich genannt, sind jedes dritte Jahr abzulassen und zu befischen und befinden sich ungefähr 2,5 km oberhalb der Welleröder Kirche.
Die Dammkrone des oberen Teichs liegt bei 351 m Höhe, der Normalwasserstand auf rund 350 m Höhe, der Teich wird durch einen Mönch (Ablaufvorrichtung) entwässert, eine Überlaufrinne gibt es an der Südostseite des Damms mittleren Teichs liegt bei 348 m Höhe, der Normalwasserstand auf rund 347 m Höhe, der Teich hat keine Entwässerungsbauwerk; eine Überlaufrinne gibt es an der Südostseite des Damms; etwa in Höhe dieses Damms steht eine Hütte.

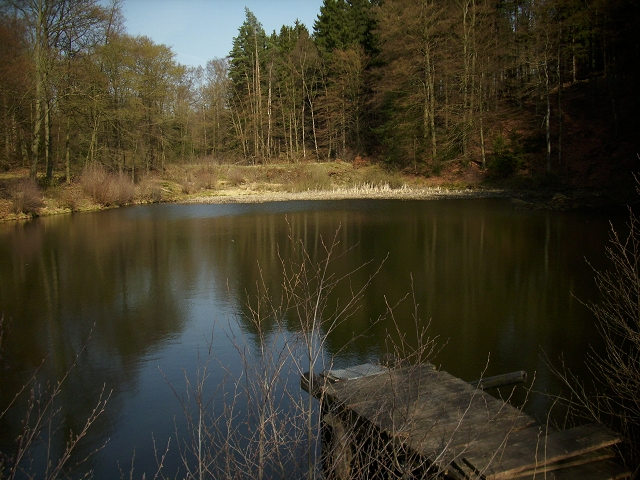
Der zweite Fahrenbachsteich

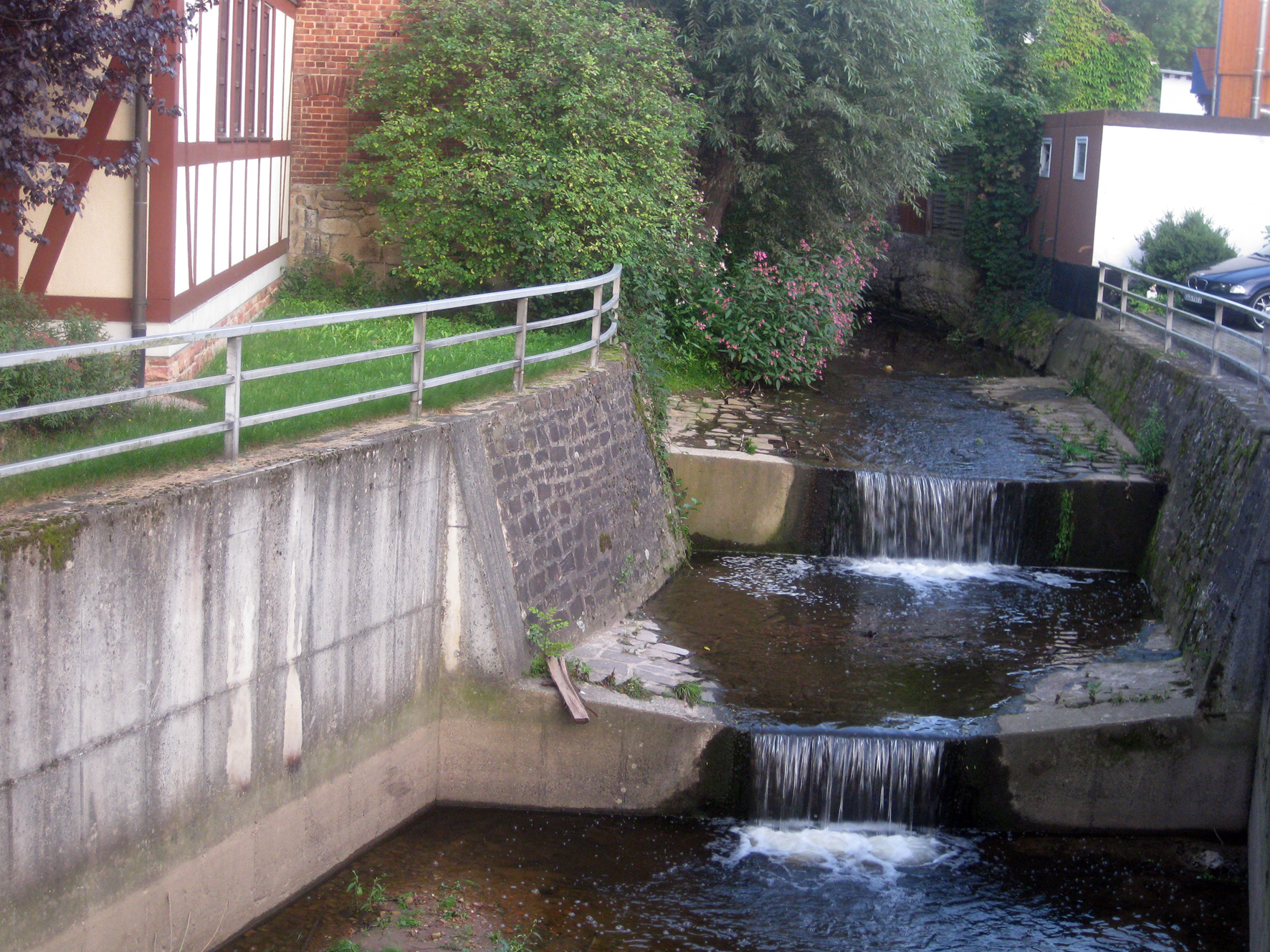
Der Fahrenbach kurz vor der Einmündung in die Verdolung in Vollmarshausen

Der unteren Teichs liegt bei 344,5 m Höhe, der Normalwasserstand auf rund 344 m Höhe, auch dieser Teich wird durch einen Mönch entwässert eine Überlaufrinne gibt es an der Nordwestseite des Damms.
Hiernach durchfließt der Fahrenbach das Waldgebiet der Söhre in Richtung Wellerode, worin er nach Norden abknickt. Innerhalb der Ortschaft münden der aus Richtung Südosten vom Trieschkopf (480,1 m) kommende Rotebach und der von Süden vom Stellberg (ca. 495 m) kommende Stellbachsgraben ein. Unterhalb Wellerode durchfließt der Fahrenbach Lohfelden-Vollmarshausen, wonach er sich, fortan Wahlebach genannt, nach Nordwesten wendet und Lohfelden-Ochshausen durchfließt.
Anschließend unterquert die Wahle die Bundesautobahn 7, die hiesig einen Teil der östlichen Stadtgrenze von Lohfelden zu Kassel bildet; hiernach stellt der Bach selbst ein Stück dieser Grenze dar. Danach mündet in die Wahle auf der Grenze der Kasseler Stadtteile Forstfeld und Waldau der von Süden kommende und unterirdisch verlaufende Wälzebach ein. In diesem Bereich verläuft der Bach in Kassel auf den gemeinsamen Grenzen der Stadtteile Forstfeld und Waldau, Bettenhausen und Waldau sowie Bettenhausen und Unterneustadt. Er unterquert unter anderen den Forstbachweg, die Lilienthalstraße und im Bereich der Kreuzung Sandershäuser Straße–Söhrestraße–Leipziger Straße (nahe Hallenbad Ost) die Leipziger Straße (Bundesstraße 7).
Schließlich mündet die Wahle in Kassel-Unterneustadt von Süden kommend direkt östlich bzw. unterhalb der Hafenbrücke (Bundesstraßen 7 und 83) etwa beim Fuldaflusskilometer 27,25 auf etwa 137 m Höhe in die Fulda. Der Wahlemündung unmittelbar nördlich gegenüber befindet sich der Kasseler Stadtteil Wesertor. An diesem Fuldaufer mündet unmittelbar oberhalb der Hafenbrücke die Ahne in die Fulda.
Der Höhenunterschied zwischen Wahlebachquelle und -mündung beträgt ungefähr 323 m.

## Einzugs- und Niederschlagsgebiet
Das Einzugsgebiet der Wahle umfasst rund 37,944 km² Fläche, das Niederschlagsgebiet ist 39,83 km² groß.

## Zuflüsse
Zu den Zuflüssen des Fahren- bzw. Wahlebachs gehören flussabwärts betrachtet mit orographischer Zuordnung (l = linksseitig, r = rechtsseitig), Gewässerlänge und Mündungsort mit Wahlebachkilometer:
- Rotebach (l; 2,3 km), in Wellerode (zu Söhrewald; km 11,75)
- Stellbachsgraben (l; 2,05 km), in Wellerode (zu Söhrewald; km 11,35)
- Wälzebach (l; 5,8 km), auf der Grenze der Kasseler Stadtteile Forstfeld und Waldau (km 3,4)

## Geschichte und Hydrologie

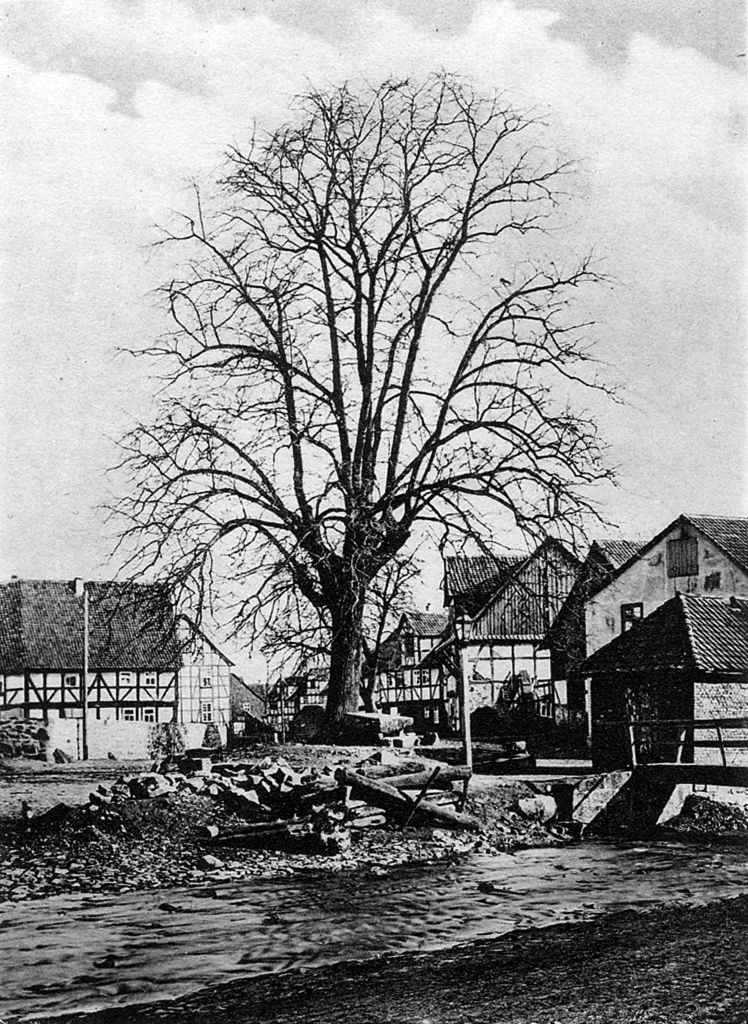
Alter Verlauf bei der Linde am Gerichtsplatz in Vollmarshausen, 1910

Der Fahrenbach wurde in Wellerode bis zum Bau von Wasserleitungen um 1900 nicht nur als Trink- und Brauchwasser für Mensch und Tier genutzt. Das Wasser trieb die Ober- und Untermühle an und wurde darüber hinaus auch noch zur Bewässerung von Wiesen oberhalb der erwähnten Mühlen aus den inzwischen beseitigten bzw. verlandeten Mühlgräben als sogenannte „Sabbatsrechte“, das heißt von Samstag 18 bis Sonntag 18 Uhr bei Betriebsruhe der Mühlen, genutzt.
Innerhalb von Vollmarshausen führte der Wahlebach einst parallel der Kasseler Straße an der Gerichtslinde vorbei.
Während des Zweiten Weltkriegs wurde am 11. September 1943 vom Gemeinderat der Einbau von Stauanlagen im Fahrenbach für Löschwasserzwecke gebilligt.
Das aus den Anliegergemeinden des Fahrenbachs anfallende Abwasser wird seit 1979 durch den Abwasserverband Losse-Nieste-Söhre mit Sitz in Kaufungen dem Zentralklärwerk in Kassel zugeführt. Die Wasserqualität des damals übermäßig verschmutzten Fahrenbachs erholte sich daraufhin innerhalb von 14 Tagen sprunghaft auf die Güteklasse II.
Anfang der 1970er Jahre wurde die Wahle insbesondere in Kassel begradigt, im Jahr 2005 (ab 12. September) innerhalb der Stadt zwischen der Stadtgrenze (A 7) und Nürnberger Straße (B 83) umfangreich renaturiert.

## Namensdeutung
Eine gesicherte Erklärung des Namens Fahrenbach gibt es nicht. Eine Deutung meint auf den früher an seinen Ufern wachsenden Farn, die andere auf die früher in Ermangelung von Straßen und geeigneten Wegen übliche Benutzung des Gewässerbetts durch Fuhrwerke hinweisen zu müssen. Der Bachname ändert sich während des Verlaufs, was auch bei anderen Gewässern nicht ungewöhnlich ist von Fahrenbach in Wahlebach.
Der Name eines Gewässers ist selten einzigartig. So heißen zwei Bäche im Werra-Meißner-Kreis ebenfalls Fahrenbach. Der eine entspringt im Kaufunger Wald am Langenberg, fließt in südlicher Richtung und mündet am Ostrand von Großalmerode hinter der Bunten Mühle in die Gelster, die in Witzenhausen in die Werra mündet; der andere entspringt ebenfalls im Langenberg, fließt aber in nördlicher Richtung durch den kleinen Ort Witzenhausen-Fahrenbach und mündet kurz oberhalb von Witzenhausen-Carmshausen ebenso in die Gelster. In der südhessischen Gemeinde Fürth im Landkreis Bergstraße fließt ebenfalls ein Fahrenbach durch den Ortsteil Fahrenbach. Außerdem deutet der Ortsname des badischen Fahrenbachs (Baden-Württemberg) auf ein Gewässer mit dem gleichen Namen hin. Fahrenbach wird auch als Familienname benutzt; über 250 Eintragungen sind im Jahr 2007 allein im deutschen Telefonbuch verzeichnet.
Der Ort Waldau wurde in den Jahren 1292 (Walda) und 1295 (Waldahe) erstmals urkundlich erwähnt und hatte ursprünglich den gleichen Namen wie das Gewässer. Der Name setzt sich zusammen aus den mittelhochdeutschen Wörtern walt „Wald“ und -ahe für „Fließgewässer, Bach“.

## Wandern
Die unterhalb des Fahrenbachquellgebiets befindlichen Fahrenbachsteiche können von Wellerode zu Fuß zum Beispiel vom Wandererparkplatz zwischen den Tennisplätzen und dem Sportplatz Söhrekampfbahn an der Diebgrabenstraße über die Wanderwege 12/17 oder ab dem Parkplatz am Ende der Fahrenbachstraße über die Wanderwege 19/20 erreicht werden. Folgt man diesen Wegen bis zur Alten Autobahnbrücke, die von einer im Deutschen Reich geplanten Trassierung der heutigen Bundesautobahn 44 durch die Söhre herrührt, verbinden sie sich zu einem ungefähr 3 bis 4 km langen Rundweg.